# Светлана Китова
Светлана Китова (Душанбе, 25. јун 1960 — Џоунсборо, 20. новембар 2015) била је совјетска атлетска, репрезентативка, специјалиста за трчање на средњим стазама: 800 и 1.500 метара.

## Каријера
У почетку каријере такмичила се у трчању на 800 метара. Највећи успех постигла је на Европском дворанском првенству у Будимпешти 1983, где је постала европска првакиња, испред Чехословакиње Зузане Моравчикове и своје земљакиње Олге Симакове..
После њеног преласка на стазу од 1.500 метара, први успех постигла је победом на Летњој универзијади 1985. у Кобеу.
Занимљиво је да је све своје медаље на светским и европским првенствима освајала на такмичењима у дворани. На светским првенствима је 1987. у Индијанаполису била трећа а 1989. у Будимпешти друга. На такмичењу у Будимпешти је поставила лични рекорд у дворани 4:05,71 минута. Учествовала је и на Светском првенству на отвореном 1987. у Риму, где је била четврта, али је поставила лични рекорд 4:04,66.
У финалу трке на 1.500 метара, Европског првенства у дворани 1986, победила је резултатом 4:14,25, испред земљакиње Татјане Лебонде и Румунке Митике Константин. На Европским првенствима у дворани 1987. у Лијевену била је друга (4:09,01 мин.), а 1989. у Хагу трећа (4:08,36 минута).

## Значајнији резултати
| Година                         | Такмичење                      | Локација                       | Место                          | Дисциплина                     | Резултат                       |
| Представљајући Совјетски Савез | Представљајући Совјетски Савез | Представљајући Совјетски Савез | Представљајући Совјетски Савез | Представљајући Совјетски Савез | Представљајући Совјетски Савез |
| ------------------------------ | ------------------------------ | ------------------------------ | ------------------------------ | ------------------------------ | ------------------------------ |
| 1983.                          | Европско првенство у дворани   | Будимпешта, Мађарска           |                                | 800 м                          | 2:01,28                        |
| 1985.                          | Универзијада                   | Кобе, Јапан                    |                                | 1.500 м                        | 4:07.12                        |
| 1986.                          | Европско првенство у дворани   | Мадрид, Шпанија                |                                | 1.500 м                        | 4:14,25                        |
| 1986.                          | Европско првенство             | Штутгарт, Немачка              | 6.                             | 1.500 м                        | 4:04,74                        |
| 1987                           | Европско првенство у дворани   | Лијевен, Француска             |                                | 1.500 м                        | 4:09,01                        |
| 1987                           | Светско првенство у дворани    | Индијанаполис, САД             |                                | 1.500 м                        | 4:07,59                        |
| 1987                           | Универзијада                   | Загреб, Југославија            |                                | 1.500 м                        | 4:03,03                        |
| 1987                           | Светско првенство              | Рим, Италија                   | 9.                             | 1.500 м                        | 4:04,66                        |
| 1989.                          | Европско првенство у дворани   | Хаг, Холандија                 |                                | 1,500 м                        | 4:08,36                        |
| 1989.                          | Светско првенство у дворани    | Будимпешта, Мађарска           |                                | 1.500 м                        | 4:05,71                        |

## Лични рекорди
- 800 м: 1:58,08 мин, 21. јун 1984, Кијев
  - дворана: 2:01,28 мин, 6. март 1983, Будимпешта
- 1.000 м. (дворана): 2:37,93 мин, 9. фебруар 1985, Москва
- 1.500 м: 4:01,02 мин, 2.август 1988, Кијев
  - дворана: 4:05,71 мин, 4. март 1989, Будимпешта
- миља: 4:22,52 мин, 19. јул 1989, Пескара
  - дворана: 4:31,19 мин, 9. фебруар 1990, Ист Радерфорд
- 2.000 м: 5:41,11 мин, 1. јун 1990, Јуџин

Рекорде постигнуте на 800 м, 1.500 м. и миљу, Атлетски савез Таџикистана води као своје националне рекорде.